# ディエゴ・カマーチョ
ディエゴ・カマーチョ（Diego Camacho Quesada, 1976年10月3日 - ）は、スペイン・マドリード出身の元サッカー選手。ポジションはミッドフィールダー。
2010年夏にスポルティング・ヒホンを退団してからフリーの状態だったが、11月24日にアルバセテ・バロンピエに加入した。

## 所属クラブ
- 1996-1997  ブルゴスCF
- 1997-1998  ジムナスティック・タラゴナ
- 1998-2000  CDルーゴ

1999-2000 → レアル・ムルシア (loan)
- 2000-2001  ジムナスティック・タラゴナ
- 2001-2002  グラナダCF
- 2002-2004  レクレアティーボ・ウエルバ
- 2004-2007  レバンテUD
- 2007-2008  レアル・バリャドリード
- 2008-2010  スポルティング・ヒホン
- 2010-2011  アルバセテ・バロンピエ